# Captain Blood (pel·lícula 1924)
 Captain Blood és una pel·lícula muda d'aventures històriques produïda l'any 1924 per The Vitagraph Company of America. Basada en la novel·la Captain Blood, His Odyssey, de Rafael Sabatini i dirigida per David Smith, el film fou distribuït a Espanya per la distribuïdora catalana Mundial Film.

## Argument
El metge Peter Blood (Kerrigan) s'involucra amb un grup de rebels que intenten derrocar al rei Jacob II d'Anglaterra i és confinat a l'illa de Barbados com a esclau. Aquest lloc és adquirit pel coronel Bishop (Wilfrid North) gràcies a la intervenció de la seva neboda Arabella (Jean Paige). En mig d'un atac d'una nau espanyola sobre la localitat, Blood escapa amb els seus companys, atrapen el vaixell agressor i es converteixen en pirates. Amb el nou rei Guillem III d'Anglaterra, Blood torna a ser lleial a la monarquia i ajuda a la derrota dels invasors francesos sobre Port Roial. Finalment és anomenat governador de Jamaica i obté el compromís matrimonial amb Arabella.

## Repartiment
- J. Warren Kerrigan - Capità Peter Blood[2]
- Jean Paige - Arabella Bishop
- Charlotte Merriam - Mary Traill
- James Morrison - Jeremy Pitt
- Allen Forrest - Lord Julian Wade
- Bertram Grassby - Don Diego
- Otis Harlan - Corliss
- Jack Curtis - Wolverstone
- Wilfrid North - Coronel Bishop
- Otto Matieson - Lord Jeffreys
- Robert Bolder - Almirall van der Kuylen
- Templar Saxe - Governador Steed
- Henry A. Barrows - Lord Willoughby
- Boyd Irwin - Levasseur
- Henry Hebert - Capità Hobart